# Arinze Kene
Arinze Kenechukwu Mokwe es un actor nigeriano, más conocido por dar vida a Kinders en la serie Our Girl.

## Biografía
Nació en Nigeria pero se crio en Hackney, Londres.

## Carrera
El  1 de marzo de 2010, se unió al elenco recurrente de la popular serie británica EastEnders, donde dio vida al mecánico Connor Stanley, hasta el 15 de marzo de 2011. En 2011 apareció como invitado en la serie Hollyoaks, donde interpretó a Rocco. En 2014 se unió al elenco principal del drama Our Girl, donde interpreta a Kinders.

## Filmografía
Series de televisión
| Año             | Título     | Personaje      | Notas        |
| --------------- | ---------- | -------------- | ------------ |
| 2014 - presente | Our Girl   | Kinders        | 5 episodios  |
| 2013 - 2014     | Youngers   | Ashley         | 16 episodios |
| 2011            | Hollyoaks  | Rocco          | 2 episodios  |
| 2010 - 2011     | EastEnders | Connor Stanley | 41 episodios |
| 2010            | Casualty   | Jacob Maynard  | 3 episodios  |

Películas
| Año  | Título               | Personaje     | Notas                                                                         |
| ---- | -------------------- | ------------- | ----------------------------------------------------------------------------- |
| 2011 | Drink, Drugs and KFC | Jason Simpson | junto a Aml Ameen, Mikel Ameen, Aaron Fontaine, Carissa Garnett & Angel Harte |
| 2010 | Freestyle            | Leon          | junto a Colin Salmon, Lucy Konadu, Alfie Allen, Suzann McLean & Eleanor Wyld  |
| 2020 | I am your woman      | Cal           | junto a Rachel Brosnahan & Bill Heck                                          |
| 2023 | Tuesday              | La Muerte     |                                                                               |

Teatro
| Año  | Obra         | Personaje | Teatro             |
| ---- | ------------ | --------- | ------------------ |
| 2011 | Suffocation  | -         | Oval House Theatre |
| 2010 | Estate Walls | -         | Oval House Theatre |